# Digitalrat
Der Digitalrat wurde durch die Bundesregierung Merkel am 22. August 2018 eingesetzt und war bis zum Ende der Legislaturperiode 2021 im Amt. Er sollte die Bundesregierung bei der Digitalisierung und Gestaltung der digitalen Transformation der Gesellschaft beraten. Nach Darstellung der Bundesregierung sollten die Mitglieder des Rats „einen kritischen Blick auf die technologischen Entwicklungen der digitalen Revolution werfen und die Regierung mit unbequemen Fragen antreiben“.
Die Vorsitzende des Digitalrats, Katrin Suder, erklärte am 28. März 2019, das Gremium könne bei der Arbeit hinter verschlossenen Türen am ehesten Veränderungen bewirken: „Wir agieren nicht über und in der Öffentlichkeit.“ Die Kölner Journalistikprofessorin Marlis Prinzing fordert vor dem Hintergrund der Medienwirksamkeit des Youtubers Rezo demgegenüber, dass ein Expertengremium wie der Digitalrat nicht zuletzt auch Impulsgeber für drängende öffentliche Debatten sein sollte.
Die im Herbst 2021 gewählte Ampelkoalition hat den Digitalrat nicht weitergeführt. Im November 2022 wurde von der neuen Bundesregierung unter Bundeskanzler Olaf Scholz ein Beirat Digitalstrategie Deutschland mit 19 Vertretern aus Wirtschaft, Wissenschaft und Zivilgesellschaft eingesetzt, der die Bundesministerien bei der Umsetzung der Digitalstrategie der Bundesregierung unterstützen soll.

## Geschichte
Bereits im Jahr 2010 hatte der 17. Deutscher Bundestag die Enquete-Kommission Internet und digitale Gesellschaft eingesetzt, welche die Auswirkungen des Internets auf Politik, Wirtschaft und Gesellschaft untersuchen und Empfehlungen für das Parlament erarbeiten sollte. 2017 hatte die niedersächsische Landesregierung unter Vorsitz von Ministerpräsident Stephan Weil einen Digitalrat eingerichtet.
Der damalige Vorsitzende der CDU/CSU-Bundestagsfraktion Volker Kauder hatte Anfang 2018 die Einrichtung eines nationalen Digitalrats gefordert.
Im Mittelpunkt der zweiten Sitzung des Digitalrats am 13. November 2018 stand das Thema E-Government und Digitaler Staat.
Thema der dritten Sitzung des Digitalrats am 28. März 2019 war die Frage, wie große Datenmengen (Big Data) zum Wohle der Gesellschaft genutzt werden können, ohne Persönlichkeitsrechte zu verletzen.
Im Bundesministerium der Verteidigung wurde am 16. Mai 2019 ein Digitalrat BMVg eingerichtet.
Schwerpunkt der vierten Sitzung des Digitalrats am 12. Juni 2019 war die Digitalisierung der Arbeitswelt.
Im Frühling 2017 wurde in Schweden ein Digitalisierungsbeirat aufgesetzt. In der Schweiz wurde am 19. Juni 2019 eine Motion im Nationalrat durch Corrado Pardini eingereicht und übernommen durch Min Li Marti.

## Mitglieder
Das neunköpfige Gremium (Stand: September 2019) aus Verwaltungsexperten, Wissenschaftlern und Unternehmern setzte sich aus folgenden Personen zusammen:
- Katrin Suder, Vorsitzende, ehemalige McKinsey-Direktorin und Staatssekretärin im Verteidigungsministerium
- Chris Boos,[20][21][22] IT-Unternehmer (arago GmbH) und Investor
- Urs Gasser,[23] Rechtswissenschaftler an der Technischen Universität München und ehemals Leiter des Berkman Klein Center for Internet & Society an der Harvard University
- Stephanie Kaiser, Managerin und IT-Unternehmerin
- Ijad Madisch, Mediziner, Gründer der Plattform ResearchGate
- Viktor Mayer-Schönberger, Rechtswissenschaftler am Oxford Internet Institute
- Beth Simone Noveck,[24] Rechtswissenschaftlerin an der New York University
- Peter Parycek,[25][26][27] Rechtsinformatiker am Fraunhofer-Institut für Offene Kommunikationssysteme (FOKUS) und der Donau-Universität Krems
- Ada Pellert, Hochschulmanagerin und Rektorin der FernUni Hagen

Andreas Weigend, ehemals Chief Scientist bei Amazon, ist 2019 aus dem Digitalrat ausgeschieden.

## Beratungsschwerpunkte
- Ausbau der digitalen Infrastruktur im Breitband- und Mobilfunkbereich[32][33]
- Digitalpakt: bessere Ausstattung der Schulen mit digitaler Technik[34]
- Bürgerportal: digitalen Zugang von Bürgerinnen und Bürgern zum Staat (eGovernment)[35][36]
- Entwicklung der Künstlichen Intelligenz[37][38][39]

Am 27. Januar 2021 veröffentlichte die Bundesregierung eine Datenstrategie „für gesellschaftlichen Fortschritt und nachhaltiges Wachstum“, die maßgeblich vom Digitalrat mit erarbeitet wurde.

## Kritik
Bitkom-Präsident Achim Berg begrüßte, dass die Bundesregierung den Rat von außen suche und auf Experten aus Wissenschaft und Praxis setze. Er sah in Deutschland aber vor allem Umsetzungsprobleme. Auch für Springer-Professional-Chefredakteur Sven Eisenkrämer war die fehlende digitale Souveränität als Grundlage für die Digitalisierung das zentrale Problem in Deutschland. Er forderte „Macher statt Berater“.
DGB-Vorstandsmitglied Annelie Buntenbach beklagte das Fehlen von Vertreterinnen aus der Arbeitswelt. Der Geschäftsführer des Deutschen Kulturrates, Olaf Zimmermann kritisierte, dass die Stimme der Zivilgesellschaft außen vor gelassen würde. Im evangelischen Sonntagsblatt wurde das Fehlen wichtiger Stimmen und Argumente von Nichtregierungsorganisationen, Kirchen und Bürgerinitiativen beklagt.
Konstantin von Notz und Tabea Rößner von Bündnis 90/Die Grünen wollten die Arbeit des Digitalrats konstruktiv begleiten, warnten aber davor, den Rat als Feigenblatt für eine ausbleibende Regulierung des digitalen Wandels zu missbrauchen. Der digitalpolitische Sprecher der FDP-Fraktion, Manuel Höferlin sah in der Einsetzung des Digitalrats ein Ablenkungsmanöver der Bundesregierung.
Linus Neumann, Sprecher des Chaos Computer Clubs, sah die Chance, dass durch die wirtschaftliche Prägung des Digitalrats die Interessen des Mittelstands und der ländlichen Regionen in Deutschland besser vertreten werden könnten.
Der Bundesverband der IT-Anwender Voice kritisierte die Einrichtung des Digitalrats als „freischwebendes“ beratendes Gremium und forderte die Federführung eines Bundesministeriums.